# Культура віланова

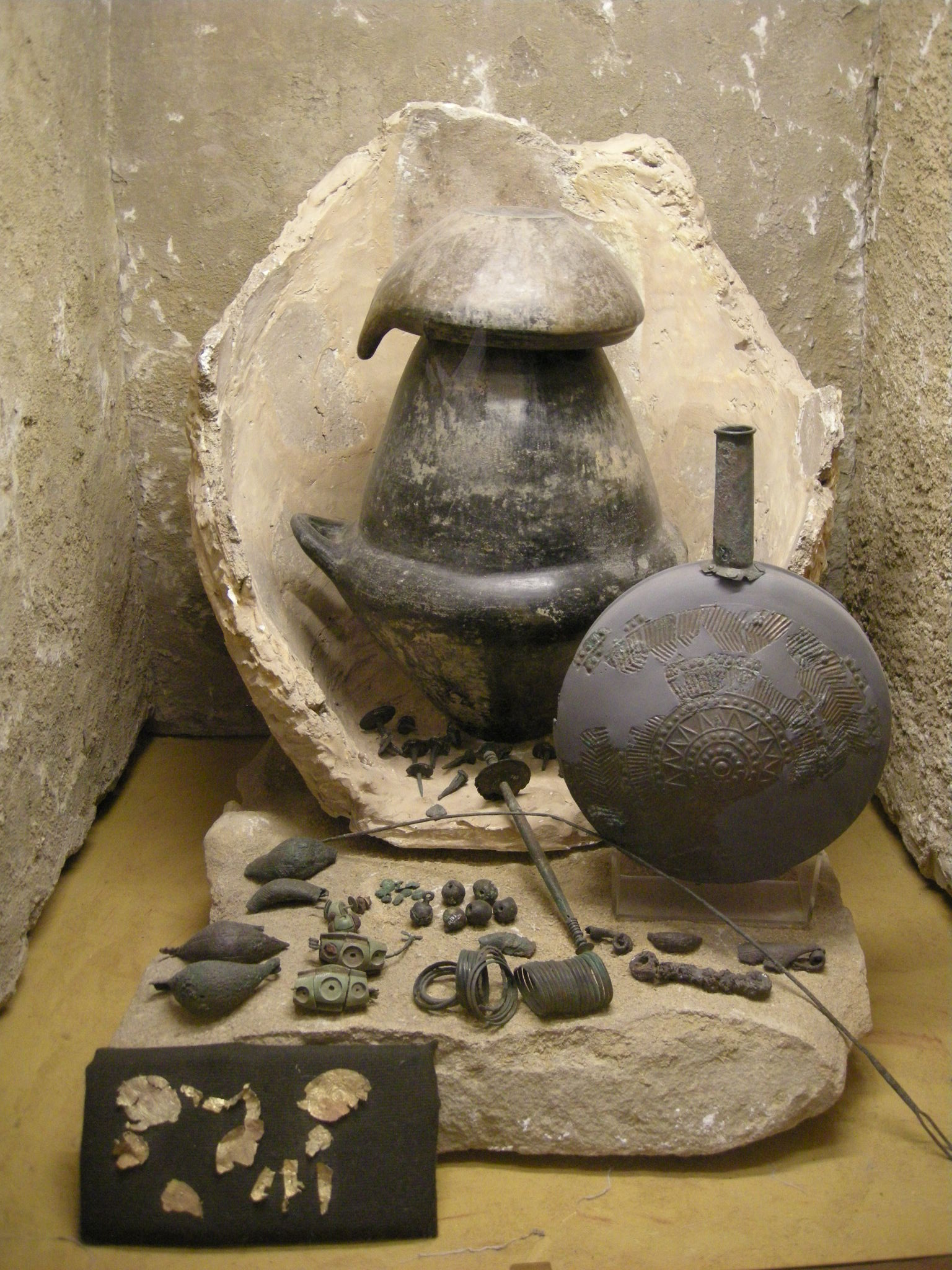
Артефакти культури віланова

Культура віланова, Вілланова — археологічна культура ранньої залізної доби. Поширена на півночі Центральної Італії в 900—700 роках до н. е.
Питання про носіїв культури остаточно не з'ясоване. Вважається, що ними були умбри.
Названа за селищем Вілланова (італ. Villanova) в муніципалітеті Кастеназо, неподалік від Болоньї, де в 1853—1855 роках були виявлені характерні поховання — криницеподібні могили з трупоспаленнями. Урни для пороху мають вигляд двох зрізаних конусів з геометричним орнаментом.
Розрізняють 4 періоди, по яких простежується поступове вдосконалювання техніки виготовлення бронзових виробів і ріст застосування заліза.
Суспільний лад племен культури віланова характеризується розпадом родових відносин, значною майновою диференціацією та наявністю патріархального рабства.